# Kim Ha-neul
Kim Ha-neul (en hangul, 김하늘; RR, Gim Ha-neul; Danyang, 21 de febrero de 1978) es una actriz surcoreana.

## Biografía
Estudió cine en el Instituto de las Artes de Seúl.
El 19 de marzo de 2016 se casó con su novio Choi Jin-hyuk, un hombre de negocios.
El 9 de octubre de 2017 anunció que estaban esperando a su primera hija juntos, a quien le dieron la bienvenida el 27 de mayo de 2018.

## Carrera
Es miembro de la agencia IOK Company desde el 26 de marzo de 2021. Previamente fue miembro de la agencia "SidusHQ".
Después de comenzar su carrera como modelo, saltó a la fama por protagonizar las películas de comedia romántica  My Tutor Friend (2003) y Demasiado Hermoso para Mentir (2004) y la comedia de acción Mi Novia Es un Agente (2009).
En 2011 ganó el premio a Mejor Actriz en la 48.ª edición de los Grand Bell Awards y el 32 Blue Dragon Film Awards por su actuación en el thriller Blind.
Sus interpretaciones en televisión incluyen las series Romance (2002) y A Gentleman's Dignity (2012), On Air (2008) y el melodrama On the Way to the Airport (2016).
En abril de 2019 se unió al elenco principal de la serie The Wind Blows.
El 21 de septiembre de 2020 se unió al elenco principal de la serie 18 Again (también conocida como "Eighteen Again"), donde dio vida a Jung Da-jung, la madre de hermanos gemelos de 18 años y una locutora novata que es profesional y de buen corazón, hasta el final de la serie el 10 de noviembre del mismo año.
El 23 de febrero de 2022 se unió al elenco principal de la serie Kill Heel, donde interpreta a Woo-hyun, una presentadora de compras de moda desde el hogar que tiene un buen historial de desempeño debido a su imagen amigable, pero a quien le preocupa estar atorada.

## Filmografía

### Cine
| Año  | Título                              | Papel                | Ref.                               |
| ---- | ----------------------------------- | -------------------- | ---------------------------------- |
| 1998 | Bye June                            | Yoo Chae-young       |                                    |
| 1999 | Doctor K                            | Oh Sae-yeon          |                                    |
| 2000 | Ditto                               | Yoon So-eun          | [ 11 ]                             |
| 2003 | My Tutor Friend                     | Choi Su-wan          | [ 12 ]                             |
| 2004 | Ice Rain                            | Kim Kyung-min        |                                    |
| 2004 | Too Beautiful to Lie                | Joo Young-ju         | [ 13 ]                             |
| 2004 | Dead Friend                         | Min Ji-won           | [ 14 ]                             |
| 2006 | Almost Love                         | Jin Dal-rae          | [ 15 ]                             |
| 2008 | Lovers of Six Years                 | Lee Da-jin           | [ 16 ]                             |
| 2009 | My Girlfriend Is an Agent           | Ahn Soo-ji           | [ 17 ] [ 18 ]                      |
| 2011 | Blind                               | Min Soo-ah           | [ 19 ] [ 20 ] [ 21 ] [ 22 ] [ 23 ] |
| 2011 | You're My Pet                       | Ji Eun-yi            | [ 24 ] [ 25 ]                      |
| 2016 | Don't Forget Me                     | Jin-young            | [ 26 ]                             |
| 2016 | Making Family                       | Go Mi-yeon           | [ 27 ] [ 28 ]                      |
| 2017 | Misbehavior                         | Hyo-joo              | [ 29 ] [ 30 ]                      |
| 2017 | Along With the Gods: The Two Worlds | diosa de la traición | [ 31 ]                             |

### Series de televisión
| Año  | Título                    | Papel                      | Canal          | Notas        | Ref.                               |
| ---- | ------------------------- | -------------------------- | -------------- | ------------ | ---------------------------------- |
| 1999 | Happy Together            | Jin Soo-ha                 | SBS            |              |                                    |
| 1999 | Into the Sunlight         | Kang Soo-bin               | MBC            |              |                                    |
| 2000 | Secret                    | Lee Hee-jung               | MBC            |              |                                    |
| 2001 | Piano                     | Lee Soo-ah                 | SBS            |              | [ 32 ]                             |
| 2002 | Romance                   | Kim Chae-won               | MBC            |              |                                    |
| 2004 | Stained Glass             | Shin Ji-soo                | SBS            |              |                                    |
| 2006 | 90 Days, Time to Love     | Go Mi-yeon                 | MBC            |              |                                    |
| 2008 | On Air                    | Oh Seung-ah                | SBS            |              | [ 33 ] [ 34 ]                      |
| 2009 | Paradise (telecinema)     | Mi-kyung                   | SBS / TV Asahi |              |                                    |
| 2010 | Road No. 1                | Kim Soo-yeon               | MBC            |              | [ 35 ] [ 36 ] [ 37 ]               |
| 2012 | A Gentleman's Dignity     | Seo Yi-soo                 | SBS            |              | [ 38 ] [ 39 ] [ 40 ] [ 41 ] [ 42 ] |
| 2016 | On the Way to the Airport | Choi Soo-ah                | KBS2           |              | [ 43 ] [ 44 ]                      |
| 2019 | The Wind Blows            | Lee Soo-jin / Cha Yoo-yung | JTBC           | 16 episodios | [ 45 ] [ 46 ]                      |
| 2020 | 18 Again                  | Jung Da-jung               | JTBC           | 16 episodios |                                    |
| 2022 | Kill Heel                 | Woo-hyun                   | tvN            |              |                                    |
| 2024 | Nothing Uncovered         | Seo Jeong-won              | KBS2           | 16 episodios | [ 47 ] [ 48 ] [ 49 ]               |
| 2024 | Cisne rojo                | Oh Wan-soo                 | Disney+        | Serie web    | [ 50 ] [ 51 ]                      |

### Programas de variedades
| Año  | Título                         | Notas                |
| ---- | ------------------------------ | -------------------- |
| 2020 | Knowing Bros (Ask Us Anything) | (ep. 246) - invitada |

## Premios y nominaciones
| Año  | Premio             | Categoría                   | Serie          | Resultado | Ref.   |
| ---- | ------------------ | --------------------------- | -------------- | --------- | ------ |
| 2019 | Korea Drama Awards | Premio a la gran excelencia | The Wind Blows | Nominada  | [ 53 ] |